# VR Snabbtåg Sverige

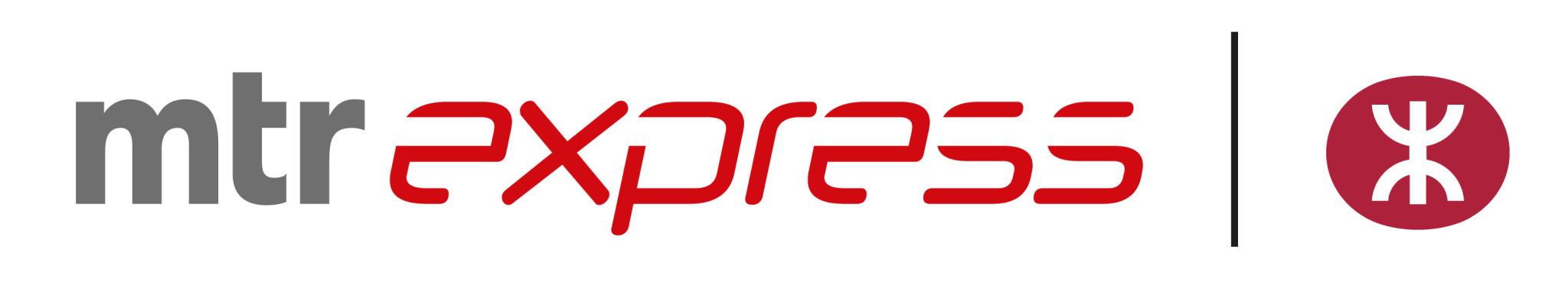
Logo von MTR Express (2015–2020)

VR Snabbtåg Sverige AB – ehemals „MTR Express (Sweden) AB“ mit dem Markennamen „MTRX“ – ist ein finnisches Verkehrsunternehmen und betreibt in Schweden den Zugverkehr mit Schnellzügen zwischen Göteborg und Stockholm.

## Geschichte
Das Unternehmen MTR Express (Sweden) AB wurde im Zuge der Deregulierung des Eisenbahnfernverkehrs in Schweden im Jahr 2010 gegründet. Es war ursprünglich eine Tochtergesellschaft von MTR Nordic, die wiederum zur MTR Corporation mit Sitz in Hongkong gehört, einer der weltweit größten Akteure der Eisenbahn- und Infrastrukturentwicklung.
Am 5. März 2020 wurde das Unternehmen von „MTR Express“ in „MTRX“ umbenannt. Am 30. Mai 2024 ging die Gesellschaft an die finnische VR Group über und am 17. Juni 2024 änderte das Unternehmen seinen Namen in VR Snabbtåg Sverige AB.

## Zugverkehr
MTR Express nahm am 21. März 2015 den Betrieb der Strecke Stockholm–Göteborg auf.
Zwischen Stockholm und Göteborg halten die Züge immer in Skövde. Sie halten auch an einem oder mehreren der Bahnhöfe Flemingsberg, Solna, Södertälje syd, Katrineholm, Falköping, Herrljunga und Alingsås. Im Sommer verkehrt ein Zug zwischen Stockholm/Göteborg und Ängelholm mit Zwischenhalten in Varberg, Falkenberg, Halmstad, Laholm und Båstad.
VR Snabbtåg Sverige AB verfügt über sechs Triebzüge der Baureihe X74 mit einer Höchstgeschwindigkeit von 200 km/h. Der X74 wurde von Stadler Rail hergestellt.

## Reisen ohne Fahrkarte
Das Unternehmen ist der erste Bahnbetreiber in Schweden, der keine physischen oder digitalen Fahrkarten ausstellt. Die Fahrkarten sind persönlich und es ist lediglich ein Ausweis erforderlich. Fahrgäste, die eine solche Fahrkarte gebucht haben, werden im Zug nicht kontrolliert, denn wer einen Sitzplatz gebucht hat, sitzt auch dort. Das Personal muss in erster Linie kontrollieren, dass niemand auf nicht reservierten Plätzen sitzt, was bedeuten würde, dass dieser Fahrgast keine Fahrkarte besitzt. Diese Plätze werden vom Personal den Fahrgästen mit der preiswerten Fix-Karte zugewiesen.

## Bilder

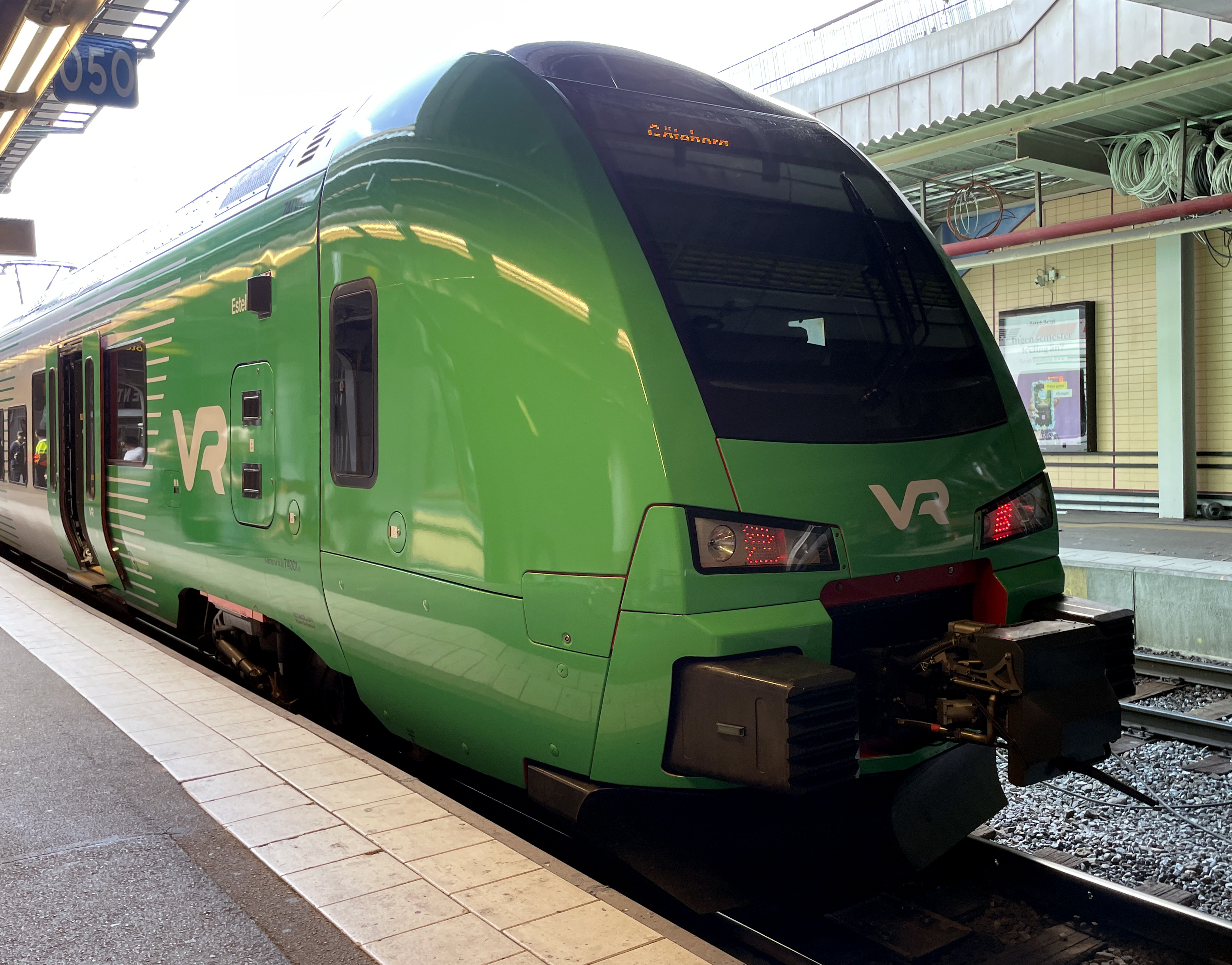
VR X74 001, 26. Aug. 2024
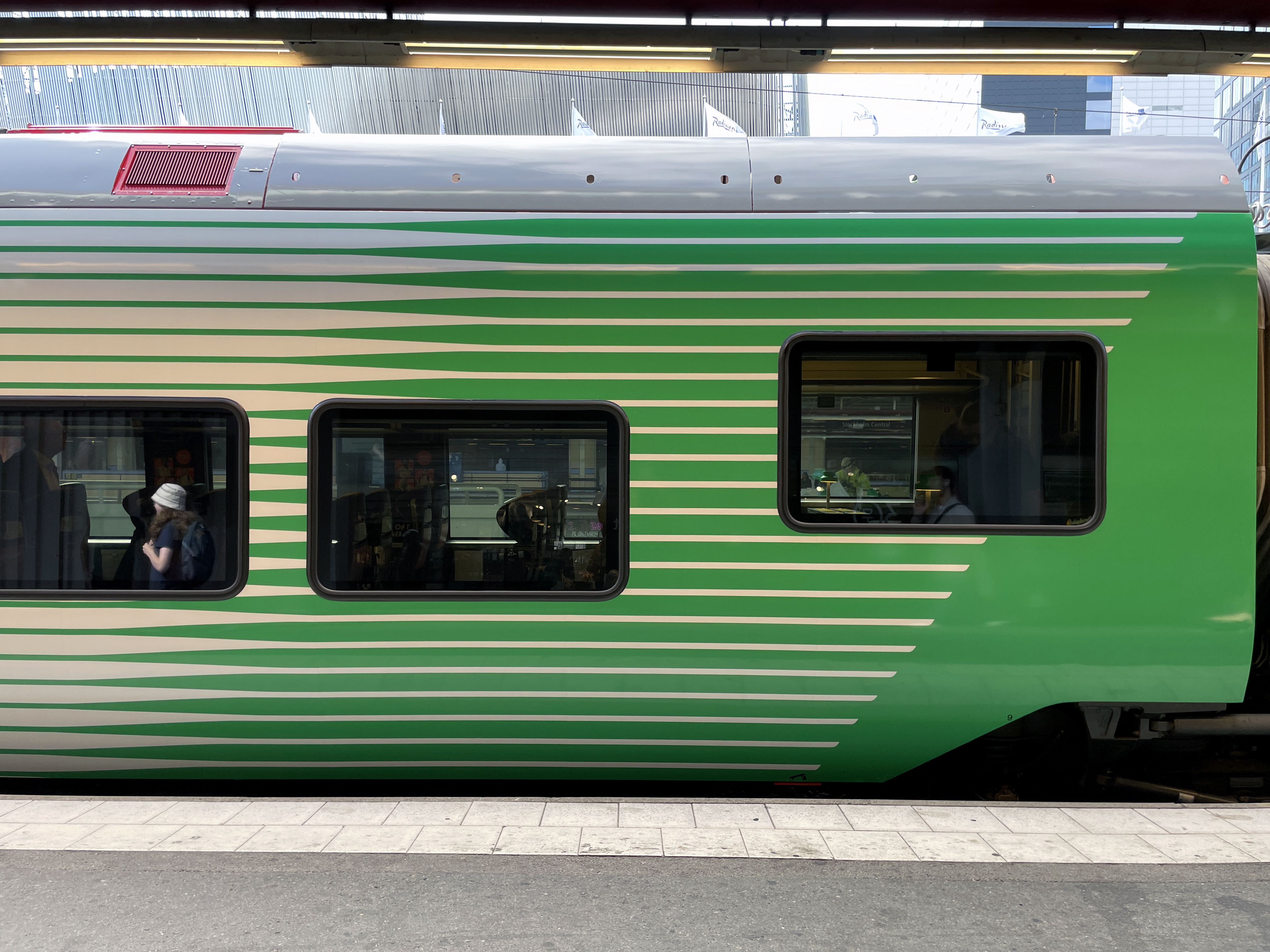
VR X74 001, 26. Aug. 2024
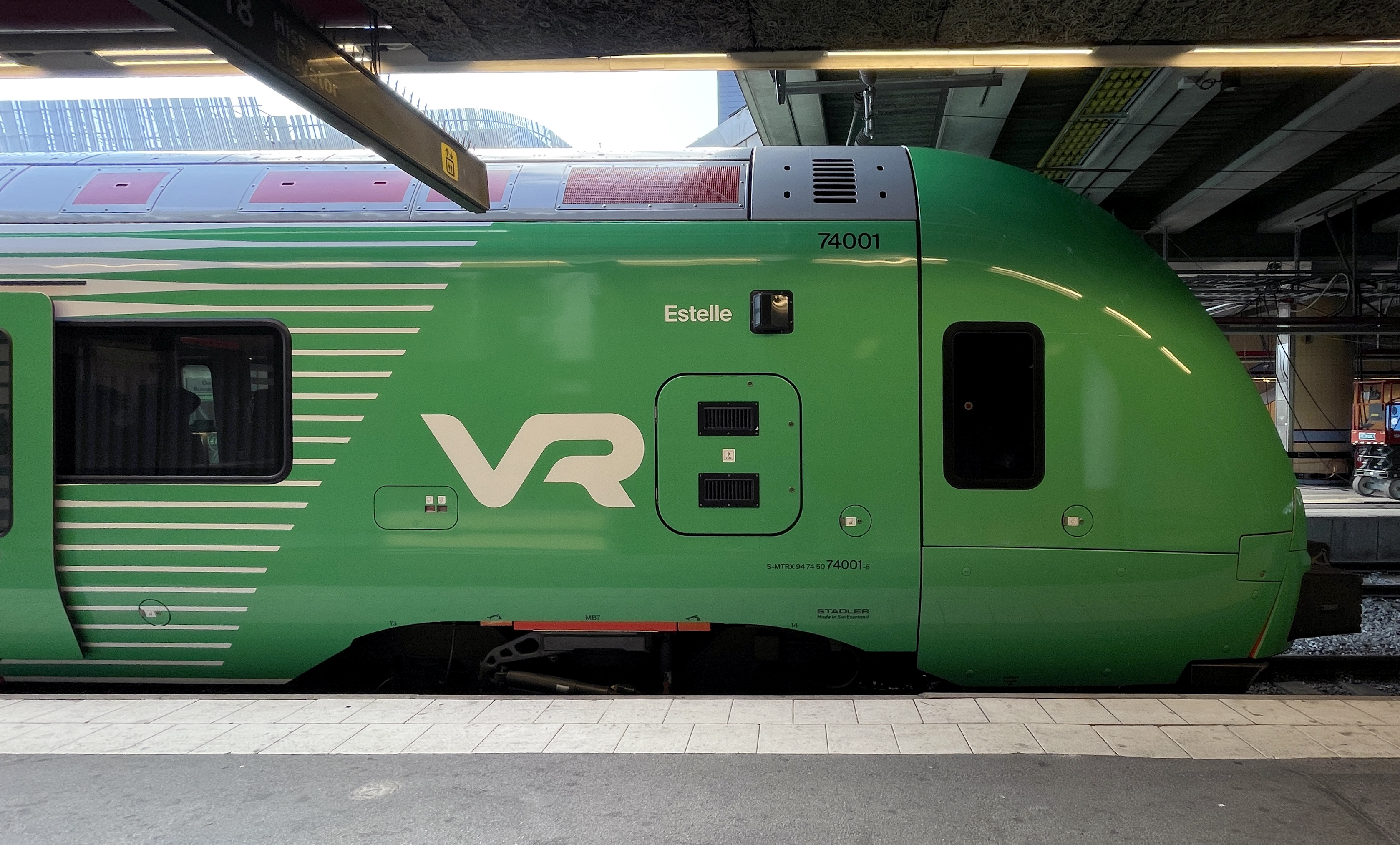
VR X74 001 – Estelle, 26. Aug. 2024

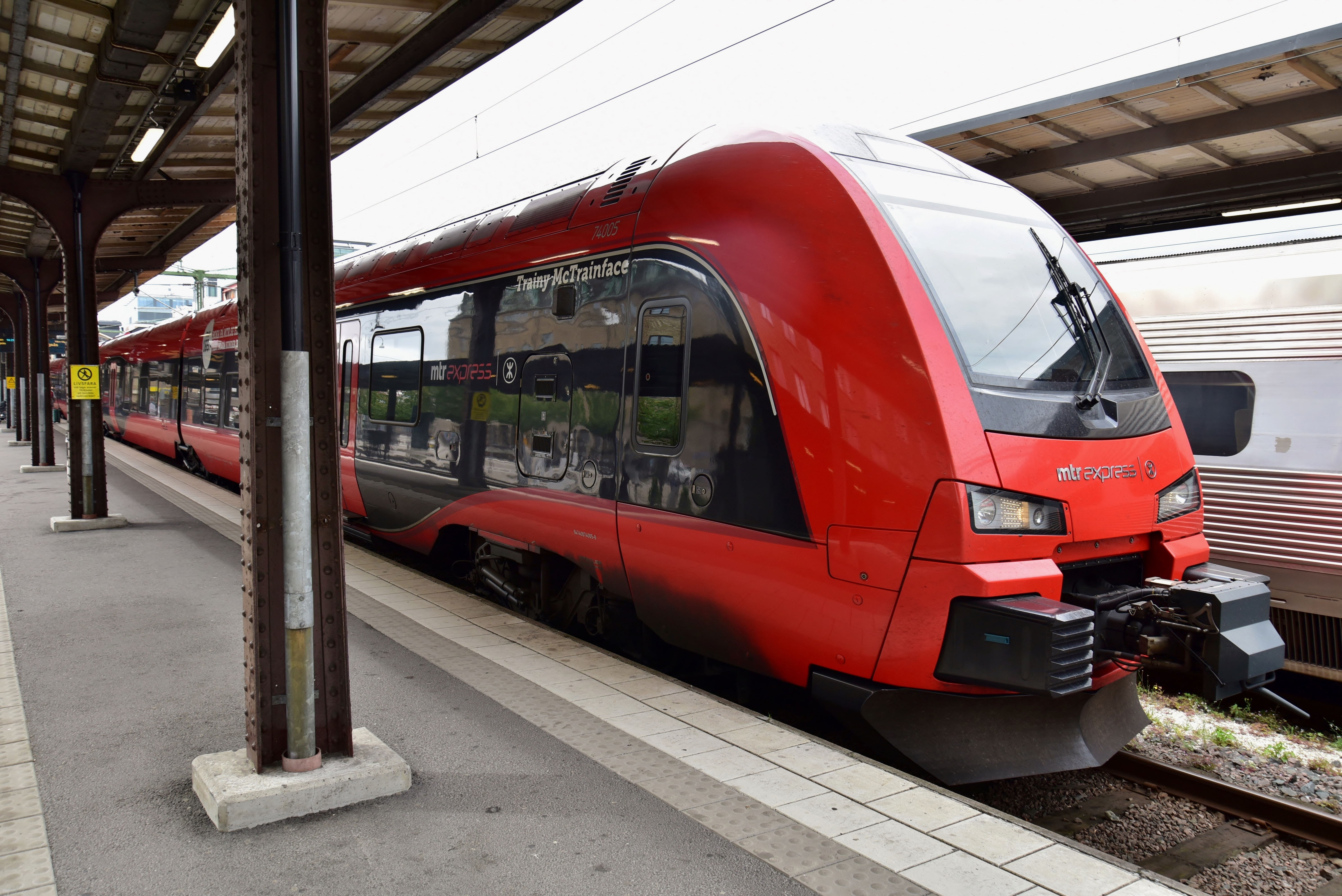
MTRX-Triebzug in Göteborg C, 23. Aug. 2019
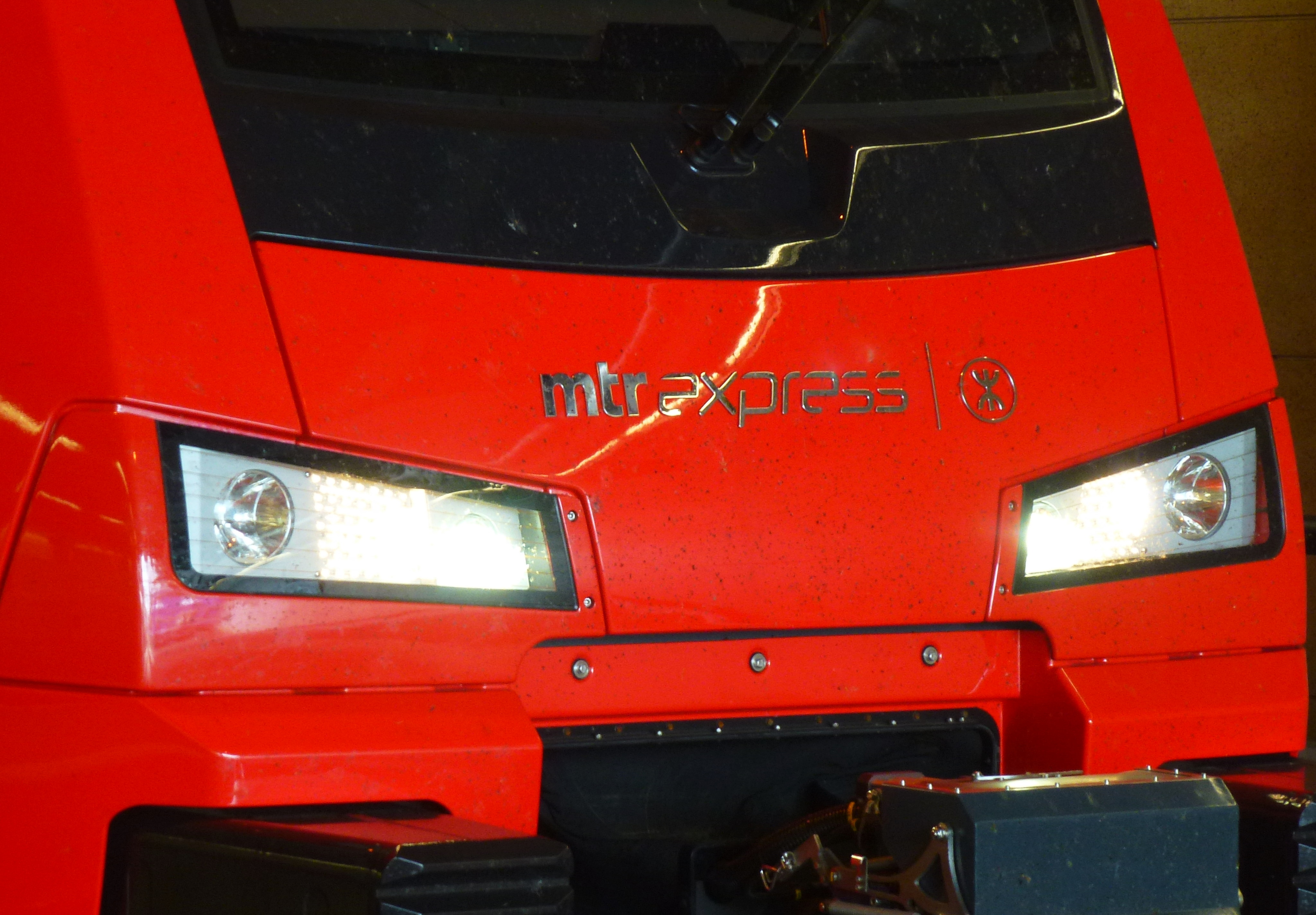
Eigentumskennzeichen eines MTRX-Zuges
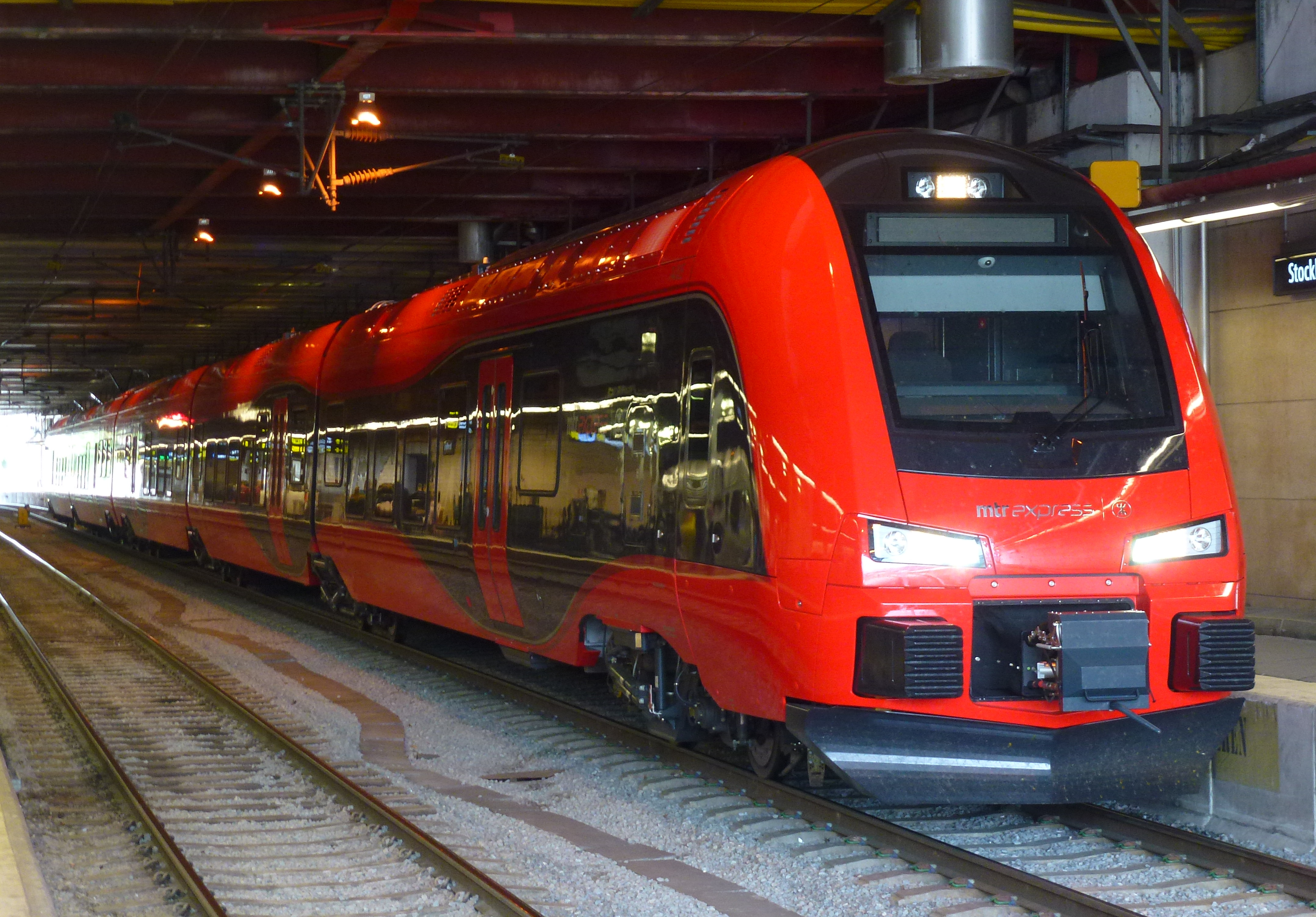
MTRX X74 in Stockholm C, 25. Juli 2015